# Diglyphus albitibiae
Diglyphus albitibiae är en stekelart som beskrevs av Zhu, Lasalle och Huang 2000. Diglyphus albitibiae ingår i släktet Diglyphus och familjen finglanssteklar. Inga underarter finns listade i Catalogue of Life.